# ادوار دالادیه
ادوار دالادیه (انگلیسی: Édouard Daladier؛ زاده ۱۸ ژوئن ۱۸۸۴ – درگذشته ۱۰ اکتبر ۱۹۷۰) سیاست‌مدار سوسیالیست تندرو(چپ میانه) فرانسوی و نخست‌وزیر فرانسه که قبل از شروع جنگ جهانی دوم پیمان مونیخ را امضا کرد.

## زندگی‌نامه
دالادیه در کرپانتره به دنیا آمد و قبل از جنگ جهانی اول وارد سیاست شد. در جنگ جهانی اول در جبهه غربی حضور داشت و به خاطر خدماتش مدال هم گرفت. بعد از جنگ از چهره‌های شاخص حزب رادیکال بود و در سال‌های ۱۹۳۳ و ۱۹۳۴ نخست‌وزیر شد. از سال ۱۹۳۶ تا ۱۹۴۰ وزیر دفاع بود و در سال ۱۹۳۸ دوباره نخست‌وزیر شد. در سمت رئیس دولت در سال ۱۹۳۹ دولت رفاه در فرانسه را تقویت کرد.